# Donji Dobrun
Donji Dobrun (en serbe cyrillique : Доњи Добрун) est un village de Bosnie-Herzégovine. Il est situé dans la municipalité de Višegrad et dans la république serbe de Bosnie. Selon les premiers résultats du recensement bosnien de 2013, il compte 92 habitants.

## Démographie

### Répartition de la population (1991)
En 1991, le village comptait 367 habitants, répartis de la manière suivante :

### Communauté locale
En 1991, Donji Dobrun faisait partie de la communauté locale de Dobrun qui comptait 1 419 habitants, répartis de la manière suivante :